# Musée régional d'art populaire de Kherson
Le Musée d'art populaire de Kherson est une institution culturelle régionale de l'oblast de Kherson en Ukraine.

## Historique
En 1890 Viktor Gochkevitch, archéologue créait une collection sur la base de ses fouilles dans la région de Kherson, elle fut abondée par les découvertes de R. Chadowsky autour de Berezani, de Ivan Stempkovsky sur le Dniepr. En 1963 le musée actuel est fondé en adjoignant a ses collections celle du musée d'histoire naturelle de Kherson.

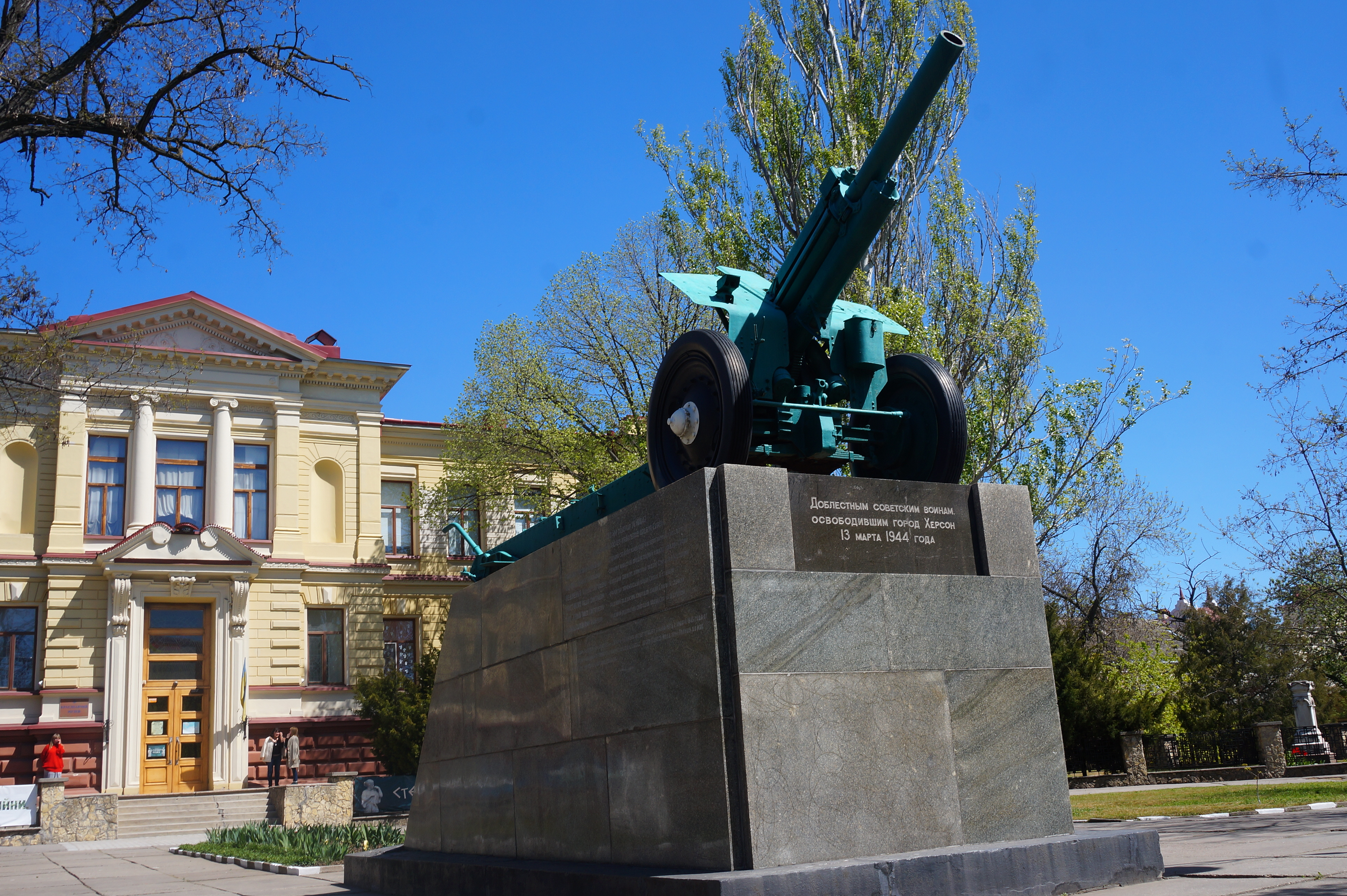
Monument aux artilleurs, 1944, classé.

## Collections
Elles regroupent plus de 173 000 objets répartis en six départements et une succursale à Kakhovka.
- Travaux scientifiques et recherche,
- Sciences naturelles,
- Histoire régionale,
- Littérature,
- Pédagogie.

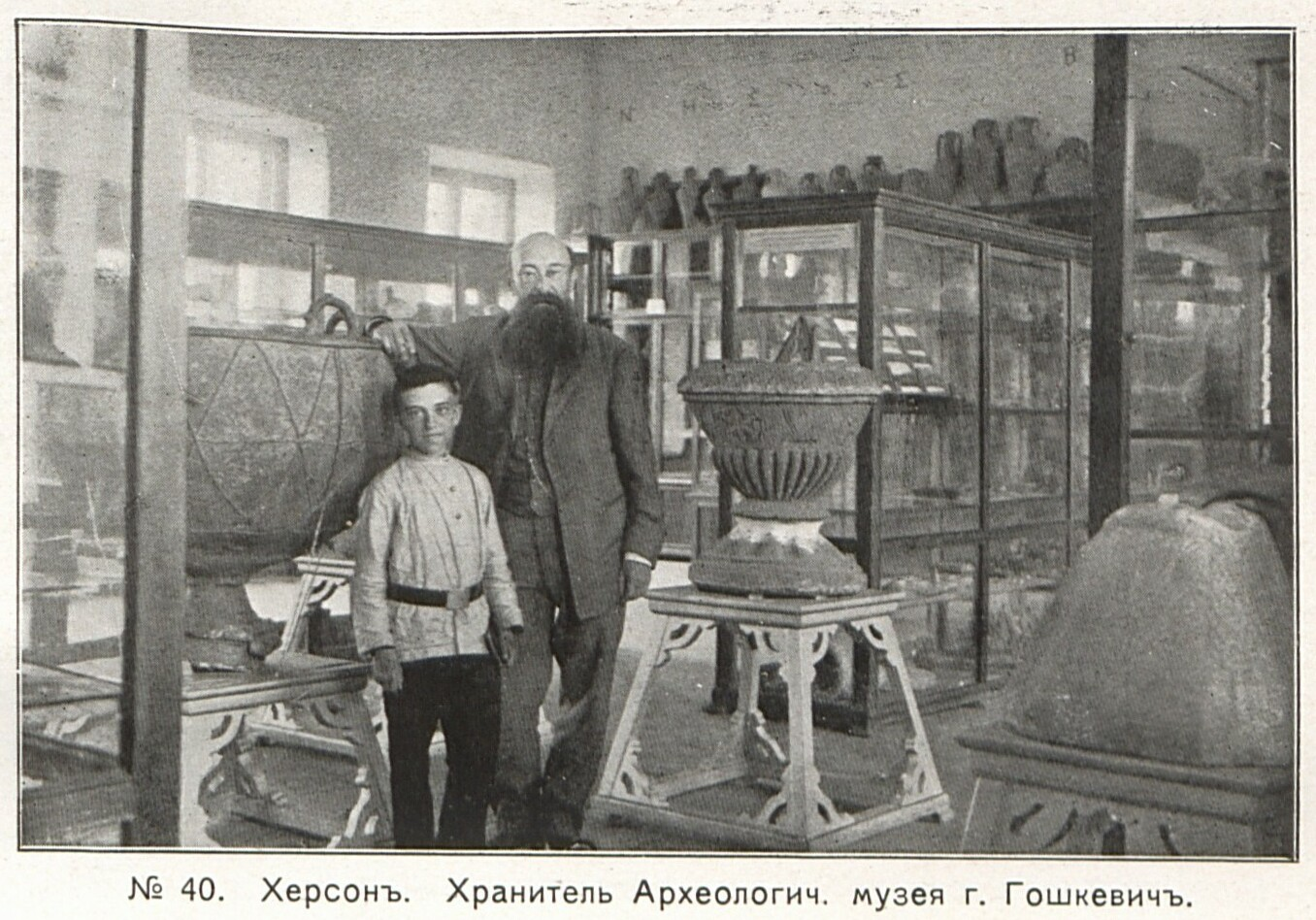
En 1912,
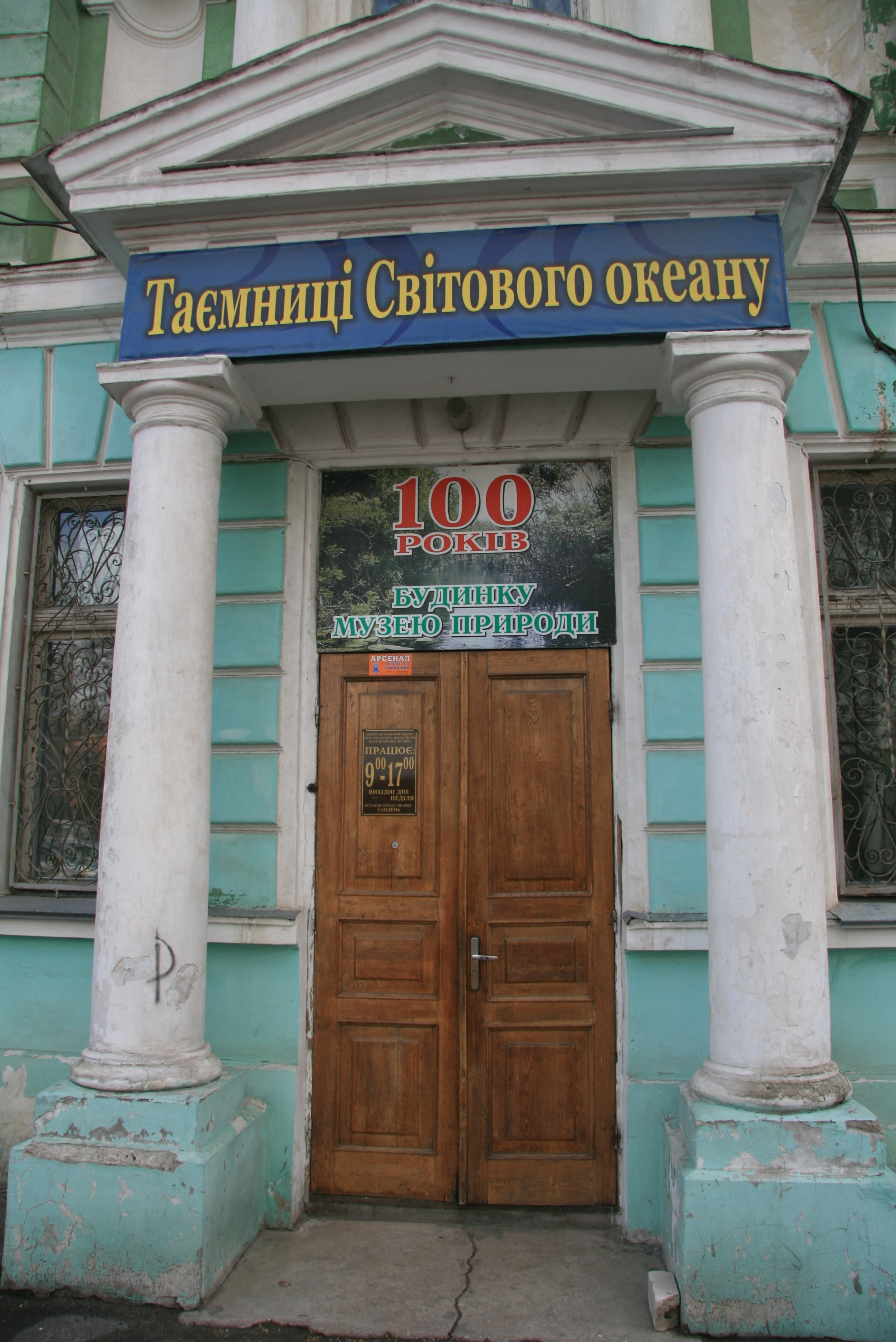
entrée du musée de la nature, classé[3].
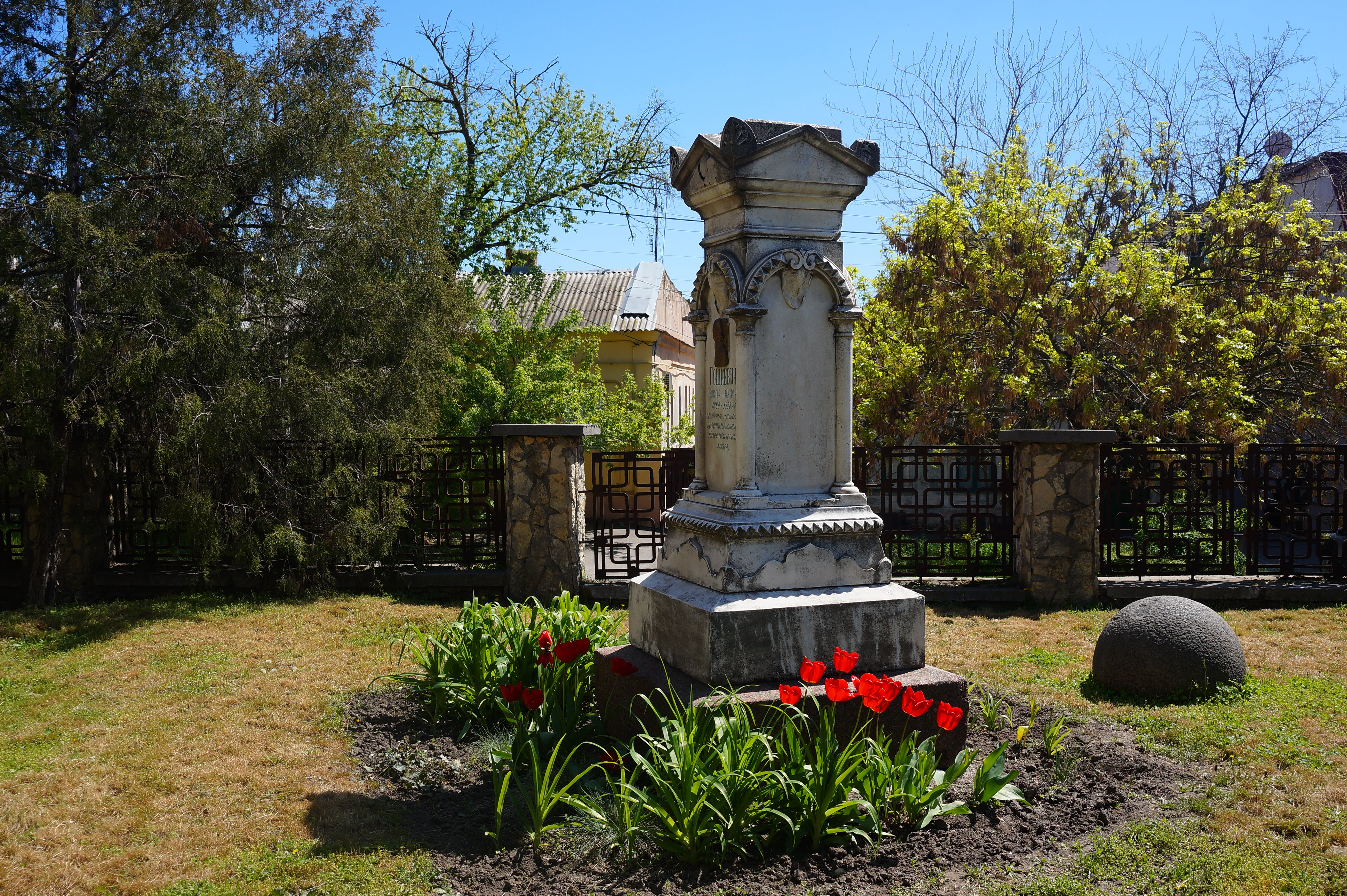
la tombe de Victor Gochkevitch, classée[4].
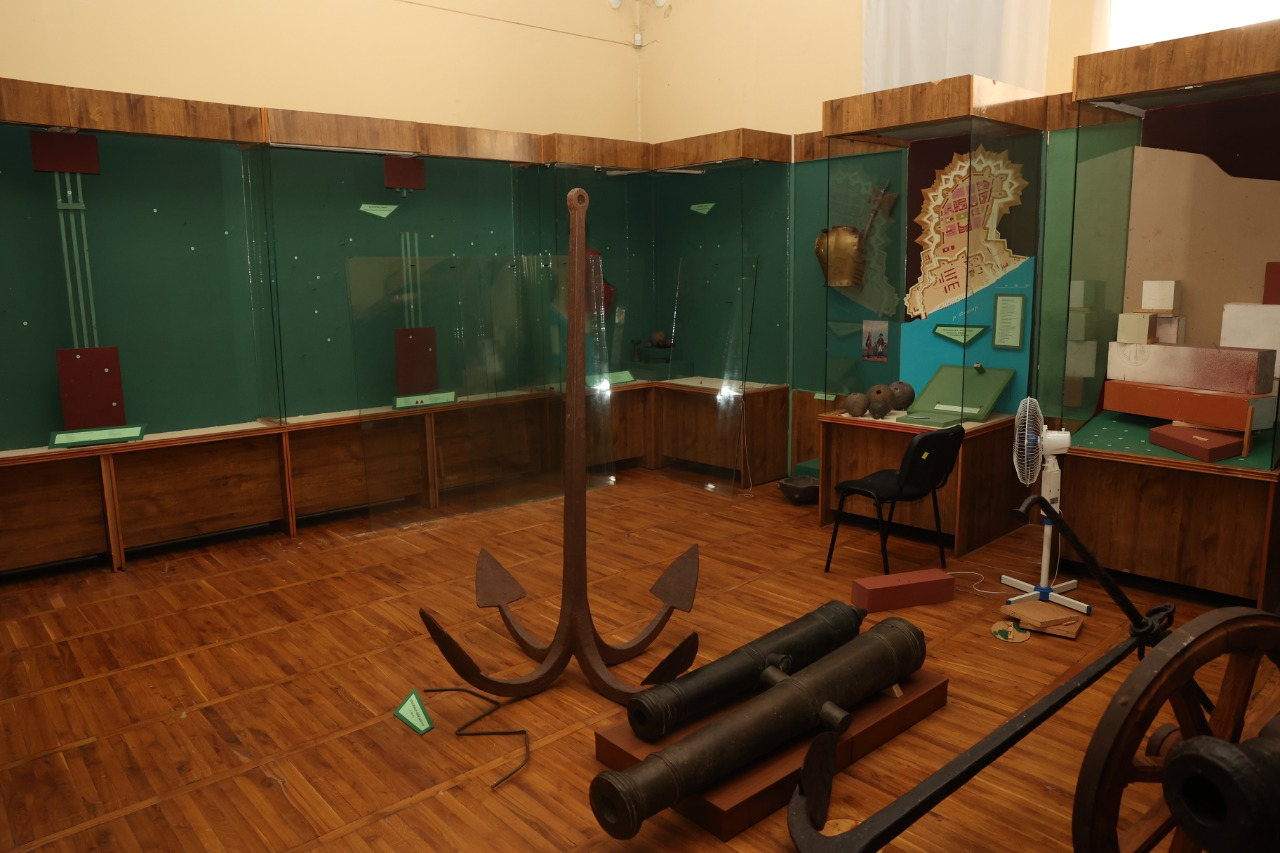
Etat d'une salle après le retrait des troupes russe, image du 19 novembre 2022.